# Premilcuore
Premilcuore (Premaicur en dialecte romagnol) est une commune italienne de la province de Forlì-Cesena, dans la région Émilie-Romagne.

## Géographie
Centre pastoral de l’Apennin tosco-romagnol, à 456 m d’altitude, dans la haute vallée du Rabbi, un affluent du fleuve Montone, établi sur les pentes nord-occidentales du mont Arsiccio (762 m), juste à la limite du parc national entre la Romagne et la Toscane.
À une dizaine de km de Portico di Romagna et 36 km de Forlì.

## Histoire
D’après la tradition, Premilcuore aurait été fondé en 215 d.C. par le centurion Romano Marcelliano qui avec quelques soldats se serait réfugié dans les forêts inhabitées de la vallée du Rabbi pour échapper à la vengeance de l’empereur Caracalla, lequel le tenait responsable d’avoir fomenté une révolte contre lui. Romano Marcelliano, en se réfugiant dans une telle zone déserte, se dédia à l’élevage des moutons, à l’agriculture et à la chasse.
Bien que l’origine du toponyme du lieu n’ait pas certain, on retient des dénominations existantes dans le passé comme Castrum Premalchorii, Premilcori et Planicori.
La première trace écrite de Premilcuore est attestée dans un document de 1124 qui relate la cession de Calisto II en faveur de Abbazia di San Benedetto in Alpe.
En 1191, Henri IV du Saint-Empire l’assigne à la famille des Guidi de Modigliana, confirmé en 1220 par l’empereur Frédéric II du Saint-Empire, lesquels construisirent le Castello dell'Ontaneta.
En 1231, Premilcuore est la possession de Tegrimo Guidi, et le château restera possession de la famille jusqu’en 1330 ; année à laquelle elle passa la cité à l’église de Forlimpopoli qui le céda au Saint-Siège.
En 1371, le cardinal Anglic de Grimoard, dans un rapport, décrit la cité comme Castrum Premilcori, unissant la rocca, la tour et les 25 foyers, comme possession du Vicariato ecclesiastico delle Fiumane: Castrum Premalcori est in quadam valle super flumen Raibor, super quodam sasso super strata magistra, qua itur in Tusciam, habet Roccham et Turrim fortissimam, ad cujus custodiam moratur unus castellanus pro Ecclesia. Dictum castrum confinat cum Castro Alpium, Buchono et Monte Vecchio.
L'année suivante, en 1372, le Saint-Siège inféoda le château en faveur de Amerigo Manfredi di Marradi, duquel il fut dépossédé par les florentins en 1375.
En 1424, Premilcuore fut occupé par Philippe Marie Visconti qui dut le restituer peu de temps après.
En 1499, Catherine Sforza en prend possession pour se défendre d’une attaque de César Borgia, mais à cause d’une traîtrise du châtelain, la possession retourna sous Florence.
Le 25 juillet 1859, Premilcuore fut annexé au nouvel État italien et resta sous Florence jusqu’en 1923, puis passa sous la province de Forlì conformément à un souhait de Mussolini, alors président du Conseil italien, de voir sa province natale prendre de l'extension territoriale.

## Monuments et lieux d’intérêt
- L'oratoire del Mogio, construction de 1754.
- L’église de San Martino in Alpe, de 1526.

## Événements
- La Sagra del Cinghiale (fête de sanglier), le premier fin de semaine d’août (vendredi compris).

## Personnalités liées à la commune
- Aldo Spallicci, politique

## Administration
| Période                                  | Période  | Identité      | Étiquette     | Qualité       |
| ---------------------------------------- | -------- | ------------- | ------------- | ------------- |
| 14/06/2004                               | En cours | Luigi Capacci | Liste civique | Centre gauche |
| Les données manquantes sont à compléter. |          |               |               |               |

### Communes limitrophes
Galeata, Portico e San Benedetto, Rocca San Casciano, San Godenzo, Santa Sofia

## Population

### Évolution de la population en janvier de chaque année
| 1861  | 1901  | 1921  | 1951  | 1961  | 1971  | 1981  | 1991 | 2001 |
| ----- | ----- | ----- | ----- | ----- | ----- | ----- | ---- | ---- |
| 1 809 | 2 615 | 2 578 | 3 115 | 2 060 | 1 246 | 1 062 | 951  | 889  |

| 2011 | - | - | - | - | - | - | - | - |
| ---- | - | - | - | - | - | - | - | - |
| 824  | - | - | - | - | - | - | - | - |

### Ethnies et minorités étrangères
Selon les données de l’Institut national de statistique (ISTAT) au 1er janvier 2010 la population étrangère résidente était de 121 personnes.
Les nationalités majoritairement représentatives étaient :
| Pos. | Pays     | Population |
| ---- | -------- | ---------- |
| 1    | Roumanie | 53         |
| 2    | Maroc    | 29         |
| 3    | Pologne  | 15         |
| 4    | Albanie  | 11         |

## Source
- (it) Cet article est partiellement ou en totalité issu de l’article de Wikipédia en italien intitulé « Premilcuore » (voir la liste des auteurs) le 25/05/2012.